# Hard disk recording
Con il termine hard disk recording si indica un sistema di registrazione che usa l'alta capacità di un disco rigido per registrare del materiale sonoro in formato digitale. L'hard disk recording recording rappresenta una soluzione alternativa alla registrazione multitraccia su nastro, fornendo strategie di editing molto avanzate, complicate se non impossibili da attuare con i vecchi registratori a bobina. Questo tipo di sistemi di registrazione, autonomi o computerizzati, includono tipicamente le disposizioni per la miscelazione digitale e l'elaborazione del segnale audio.

## Storia
Prima degli anni ottanta, la stragrande maggioranza degli studi di registrazione utilizzava registratori multitraccia analogici, basati appunto sulla tecnologia di registrazione su nastro. Negli anni a venire, società come la New England Digital cominciarono a includere, nei loro sistemi destinati alla fascia alta del mercato, la possibilità di registrare materiale multimediale su disco fisso. L'alto costo e la capienza limitata di queste prime soluzioni hanno limitato il loro uso ai grandi studi di registrazione e, perfino allora, erano solitamente riservati per delle applicazioni specifiche quali, ad esempio, la post-produzione cinematografica.
Con l'introduzione dei compact disc, la registrazione digitale diventò una delle aree di sviluppo più importanti per i produttori di hardware. A cavallo fra gli anni ottanta e gli anni novanta furono progettate e sviluppate numerose soluzioni commerciali, molte delle quali continuavano a usare supporti a nastro di vecchia generazione. Qualche anno dopo, il costante abbassamento dei prezzi e il corrispondente aumento in capacità e nella portabilità dei dischi fissi favorì un abbassamento dei costi dei sistemi di registrazione digitale, rendendoli abbordabili anche agli studi più piccoli. Oggi, benché vi siano ancora numerose soluzioni analogiche, i sistemi di registrazione su disco rigido sono diventati un marchio di garanzia e facilità d'uso per gli studi professionali.
Uno dei maggiori vantaggi di questa tecnica è la possibilità di modificare il materiale audio in maniera non lineare. Si può accedere ai dati audio digitali in maniera casuale e possono essere modificati, facoltativamente, anche in una modalità definita non distruttiva, la quale permette l'applicazione delle modifiche solo dopo aver compiuto un salvataggio di backup dei dati originali.
Fra gli svantaggi annotiamo, come forse il più importante, la limitata capienza dei dischi rigidi.

## Utilizzo
Negli studi di registrazione digitale, ma spesso anche nei cosiddetti home studio, la registrazione su disco rigido viene combinata con un mixer digitale. Entrambi questi elementi fanno parte delle cosiddette stazioni di lavoro per audio digitale, nelle quali i compiti complessi possono essere automatizzati, liberando l'ingegnere audio dalla gestione di ogni singolo aspetto del missaggio.
Come unità adibita alla registrazione spesso viene usato un personal computer, sul quale viene eseguito un software adatto allo scopo: oggi, questa risulta essere la soluzione preferita, poiché fornisce un'interfaccia flessibile e di facile uso all'assistente di studio.
Molti sistemi professionali per studi di registrazione forniscono il supporto per periferiche hardware esterne, in modo particolare per la fase di conversione analogico-digitale, mentre altri sistemi meno costosi possono essere tranquillamente usati sfruttando esclusivamente le caratteristiche hardware di un calcolatore moderno.
I vincoli principali per ogni sistema di hard disk recording sono la dimensione dello spazio disponibile e la velocità di trasferimento dei dati del disco, dunque la frequenza di clock del microprocessore è praticamente ininfluente. Alcuni sistemi di registrazione usano algoritmi di compressione audio digitale per minimizzare i primi due fattori sopracitati. Comunque, questa soluzione viene adottata sempre meno, grazie ai continui incrementi di capacità dei dischi rigidi.

## Software professionale per sistemi di hard disk recording

### Software libero
- Ardour (Linux, macOS)
- Audacity (Multipiattaforma)

### Software proprietario
- Cubase (Microsoft Windows, Mac OS)
- Digital Performer (MacOS)
- Nuendo (Microsoft Windows, Mac OS)
- Logic Pro (Mac OS)
- Fruity Loops (Microsoft Windows)
- Pro Tools (Mac OS, Microsoft Windows)
- Cool Edit (Microsoft Windows)
- Cakewalk Sonar (Microsoft Windows)
- n-Track Studio (Microsoft Windows)